# 史家畔乡
史家畔乡，是中华人民共和国陕西省延安市子长市一个已撤销的乡级行政区，2015年，陕西省民政厅批复同意撤销史家畔乡，将其所辖行政区域划归杨家园则镇。